# タカラガイ科
タカラガイ科（タカラガイか、学名 Cypraeidae）は、腹足綱の科の一つで、タカラガイ（宝貝）と総称される海産巻貝の大部分含む。タイプ属は タカラガイ属 Cypraea Linnaeus, 1758 であり、さらにそのタイプ種はホシダカラ C. tigris Linnaeus, 1758 である。
タカラガイ科は200種以上を含み、嘗てはそれらを全てタカラガイ属 Cypraea として分類していた。しかし19世紀以降は新属の設定が進み、それを適用するとタカラガイ属はホシダカラとヒョウダカラ C. pantherina Lightfoot, 1786 の2種のみとなる。現在のタカラガイ類の学名表記は属を Cypraea で統一した表記と、属を細分化した表記とが混在している。

## 形態
成体の貝殻は丸みを帯びたドーム状、鶏卵状、ラグビーボール状等がある。背面は膨らむが殻口側（腹面）はいくらか平面で、境界は角張る。殻口は内・外唇（内側・外側）ともに肥厚して狭く縦長に開き、両側に歯状突起が並ぶ。また水管溝（前溝）と後溝が多少なりとも上下に突出する。螺塔は若い個体に見られるが、成長とともに肥厚する滑層に埋まり、成体では見られない。生時の貝殻は滑らかで光沢があり、貝殻の模様や色は種類ごとに変異に富む。また種内変異も多く知られる。若い個体は螺塔があり、殻口も広い。殻の模様や色も成貝のそれとは異なり、同定が難しい。
軟体には殻口を塞ぐ蓋がない。外套膜が広く発達し、表面には種類ごとに樹枝状や棘状の肉質突起があり、色も様々である。活動時は外套膜で貝殻を覆うので、海藻の塊、サンゴ、ウミウシ等のように見える。驚くと外套膜は軟体とともに殻の中へ引っこむ。殻を覆う外套膜は付着生物を防ぎ、貝殻に浅い傷がついても滑層を再分泌して補修するため、生きている時の貝殻は常に光沢がある。死ぬと磨滅が始まって、まず光沢がなくなり、次いで割れや付着生物が現れる。さらに表面の磨滅が進むと生時とは全く異なる色や模様の層が現れ、これによっても同定が難しくなる。
「平滑で光沢がある丸っこい貝殻」の例外は中部太平洋産のスッポンダカラ Nucleolaria granulata である。スッポンダカラの貝殻は背腹に平たく、殻口の歯状突起が襞状に延びて背面の顕著な顆粒列まで繋がる。他に南日本でも見られるイボダカラ N. nucleus、サメダカラ Staphylaea staphylaea、シボリダカラ S. limacina 等も背面に顆粒ができる。

## 生態
多くの種類は熱帯の浅海域に分布し、特にサンゴ礁で多くの種類が知られる。一部は水深200-500mほどの深海や温帯海域にも進出する。日本沿岸では70種類以上が見られるが、南西諸島・伊豆諸島・小笠原諸島周辺で種類数が多く、多くの種類が九州から房総半島にかけての太平洋岸に北限がある。それを越えて分布するのはメダカラ Purpuradusta gracilis japonica、チャイロキヌタ Palmadusta artuffeli など数種類で、これらも本州沿岸までで順次姿を消す。
食性は多様で、小型種は藻類やバイオフィルム、デトリタスを食べるが、大型種では海綿やサンゴ等を食べる肉食性のものもいる。殻が厚く開口部が非常に狭いのでタカラガイを捕食するものは少ないが、これを狙う生物も幾つか存在する。開口部に比して脆弱な貝殻の背面部を破壊するカニなどの甲殻類や、タガヤサンミナシのように毒針を軟体部に打ち込み、貝殻内に自分の胃を挿入して消化する肉食の貝、貝殻に穿孔して毒を注入して捕食するタコの仲間などである。
雌雄異体であり、メスは交尾後に卵嚢を岩などに産みつけ、産卵後も卵嚢の上に留まって保護する。

## 人との関わり
種類の多さ、色や模様の美しさから装飾や収集の対象となり、中には高値で売買される希少種もある。また古くはアフリカや中国等で貨幣（貝貨）として使われた。詳細はタカラガイ#利用を参照。

## 下位分類
タカラガイ科は近縁のウミウサギ科 Ovulidae と共にタカラガイ超科 Cypraeoidea を構成する。以下に腹足類の分類 (ブシェ&ロクロワ2005年)、およびWoRMSによる分類の例を示す。

### 亜科 Cypraeinae Rafinesque, 1815
- - 属 Leporicypraea Iredale, 1930 - ハラダカラ、シンセイダカラの2種
- 族 Cypraeini
  - タカラガイ属 Cypraea Linnaeus, 1758 - タカラガイ科のタイプ属。最も細分化すると本属はホシダカラ、ヒョウダカラの2種のみだが、分類体系によっては多くの属が本属に含まれるか、本属の亜属となる。
  - 属 Cypraeorbis Conrad, 1865
  - ネズミダカラ属 Siphocypraea Heilprin, 1887
- 族 Mauritiini Steadman et Cotton, 1946
  - シカダカラ属 Macrocypraea Schilder, 1930 - シカダカラ等3種
  - ハチジョウダカラ属 Mauritia Troschel, 1863 - ヤクシマダカラ、ハチジョウダカラ等9種

### コモンダカラ亜科 Erosariinae Schilder, 1924
腹足類の分類 (ブシェ&ロクロワ2005年)ではこの亜科の族への言及が無い。
- - スッポンダカラ属 Nucleolaria Oyama, 1959 - スッポンダカラ、イボダカラ等4種
- 族 Staphylaeini
  - デルウィンダカラ属 Cryptocypraea Meyer, 2003 - デルウィンダカラ
  - クロユリダカラ属 Perisserosa Iredale, 1930 - クロユリダカラ
  - サメダカラ属 Staphylaea Jousseaume, 1884 - サメダカラ、シボリダカラ等
- 族 Erosariini
  - コモンダカラ属 Erosaria Troschel, 1863 - コモンダカラ、カモンダカラ、ハツユキダカラ、オミナエシダカラ等
  - キイロダカラ属 Monetaria Troschel, 1863 - キイロダカラ、ハナビラダカラ、ハナマルユキ等

### ナツメダカラ亜科 Erroneinae Schilder, 1927
- 族 Erroneini Schilder, 1927
  - 属 Austrasiatica Lorenz, 1989 - ニッポンダカラ、オトメダカラ、サクライダカラ等
  - ヨツメダカラ属 Blasicrura Iredale, 1930 - ヨツメダカラ、リュウキュウダカラ等
  - 属 Contradusta Meyer, 2003
  - 属 Eclogavena Iredale, 1930
  - 属 Erronea Troschel, 1863 - ナツメダカラ、ナツメモドキ、クチグロキヌタ等
  - 属 Ficadusta Habe et Kosuge, 1966 - イチジクダカラ
  - ヒメダカラ属 Palmulacypraea Meyer, 2003
  - ツマムラサキメダカラ属 Purpuradusta Schilder, 1939 - メダカラ等
  - 属 Talostolida Iredale, 1931
- 族 Bistolidini C. Meyer, 2003
  - サバダカラ属 Bistolida Cossmann, 1920 - サバダカラ、スソヨツメダカラ等
  - カノコダカラ属 Cribrarula Strand, 1929 - カノコダカラ
  - 属 Palmadusta Iredale, 1930 - カミスジダカラ、チャイロキヌタ等

### 亜科 Gisortiinae Schilder, 1927
本亜科の無効なシノニムとして Archicypraeinae Schilder, 1930、および Umbiliinae Franc, 1968
- - 属 † Afrocypraea Schilder, 1932
  - 属 Archicypraea Schilder, 1926
  - リュウグウダカラ属 Barycypraea Schilder, 1927 - リュウグウダカラ
  - ウラシマダカラ属 Bernaya Jousseaume, 1884 - ウラシマダカラ
  - 属 Gisortia Jousseaume 1884
  - 属 Ipsa Jousseaume, 1884
  - 属 † Mandolina Jousseaume 1884
  - アケボノダカラ属 Nesiocypraea Azuma et Kurohara, 1967 - アケボノダカラ、テラマチダカラ等
  - 属 Palaeocypraea Schilder, 1928
  - 属 Proadusta Sacco 1894
  - シロガネダカラ属 Umbilia Jousseaume, 1884 - シロガネダカラ、ウスアカネダカラ等
  - 属 Vicetia Fabiani, 1905
  - クロガネダカラ属 Zoila Jousseaume, 1884 - クロガネダカラ、メンコイダカラ等

### 亜科 Luriinae Schilder, 1932
- 族 Luriini Schilder, 1932
  - ゾウゲダカラ属 |Luria Jousseaume, 1884 - ゾウゲダカラ
  - タルダカラ属 Talparia Troschel, 1863 - タルダカラ
- 族 Austrocypraeini Iredale, 1935
  - フイリチドリダカラ属 Annepona Iredale, 1935
  - 属 Arestorides Iredale 1930
  - オサナダカラ属 Austrocypraea Cossmann, 1903
  - ムラクモダカラ属 Chelycypraea Schilder, 1927 - ムラクモダカラ
  - ヒメホシダカラ属 Lyncina Troschel, 1863 - ヒメホシダカラ、ホシキヌタ、クロハラダカラ、アサヤケダカラ、ナンヨウダカラ（コガネダカラ）、サラサダカラ、オウサマダカラ等
  - 属 † Miolyncina
  - 属 Trona Jousseaume, 1884

### 亜科 Pustulariinae Gill, 1871
- 族 Pustulariini Gill, 1871
  - チドリダカラ属 Pustularia Swainson, 1840 - チドリダカラ等
- 族 Cypraeovulini Schilder, 1927
  - 属 Chimaeria Briano, 1993
  - 属 Cypraeovula Gray, 1824
  - 属 Notadusta Schilder, 1935
  - 属 Notocypraea Schilder, 1927
  - 属 † Notoluponia Schilder 1935
- 族 Pseudozonariini
  - クリダカラ属 Neobernaya Schilder, 1927
  - 属 Pseudozonaria Schilder, 1929
- 族 Zonariini Schilder, 1932
  - メノウダカラ属 Schilderia Tomlin, 1930
  - 属 Zonaria Jousseaume, 1884
  - 属 † Zonarina Sacco, 1894

### 亜科不明
- ルリグチダカラ属 Contradusta Meyer, 2003 - ルリグチダカラ
- クロダカラ属 Melicerona Iredale, 1930 - クロダカラ等
- 属 Muracypraea Woodring, 1957
- 属 Ovatipsa Iredale, 1931
- 属 Propustularia Schilder, 1927
- 属 Ransoniella Dolin et Lozouet, 2005

## 系統発生
タカラガイ科の系統分岐図の一例を示す。その他熱帯アメリカ両岸産のMacrocypraeaなど下図記載以外の属も多数ある。